# Avalancha del monte Everest de 2014
La avalancha del monte Everest de 2014 hace referencia a un alud acontecido el 18 de abril de 2014 en la cascada de hielo Khumbu, en el monte Everest, en el que murieron al menos dieciséis guías nepalíes. A 20 de abril, trece cuerpos habían sido recuperados y la búsqueda de los otros tres fue cancelada debido a la dificultad de acceso y el peligro.

## Desarrollo del suceso
Aproximadamente a las 06:45 local (01:00 GMT), se produjo una avalancha en el lado sur del monte Everest, a una altitud de aproximadamente 5800 m s. n. m. El área, conocida localmente como «la Puerta de Oro» o «campo de las palomitas de maíz», se encuentra dentro de la cascada de hielo Khumbu. La presencia de numerosos seracs inestables en el campo de hielo hace que los escaladores traten de pasar a través de ellos lo más rápidamente posible, por lo general al amanecer, antes de que las temperaturas suban. Aproximadamente 30 hombres, la mayoría de ellos guías sherpa, fueron enterrados por el alud. El grupo había estado arreglando las cuerdas. Los guías debían encontrar y mantener un nuevo camino a través de la zona, ya que las condiciones cambian con regularidad.
Un guía normalmente gana alrededor de 125 dólares por ascenso. La mayoría proviene de familias de escaladores, y tienen pocas oportunidades económicas. Entre 350 y 450 guías, la mayoría de ellos sherpas, son empleados cada año durante la temporada de ascenso. Sin embargo, en los últimos años, los extranjeros han comenzado a llevar sus propios guías, provocando tensiones con la gente del lugar. Ocho personas murieron en el Everest en 2013, incluyendo uno de los más experimentados guías sherpa.

## Víctimas
| Muertos                |
| ---------------------- |
| Mingma Nuru Sherpa     |
| Dorji Sherpa           |
| Ang Tshiri Sherpa      |
| Nima Sherpa            |
| Phurba Ongyal Sherpa   |
| Lakpa Tenjing Sherpa   |
| Chhiring Ongchu Sherpa |
| Dorjee Khatri          |
| Then Dorjee Sherpa     |
| Phur Temba Sherpa      |
| Pasang Karma Sherpa    |
| Asman Tamang           |
| Tenzing Chottar Sherpa |
| Ankaji Sherpa          |
| Pem Tenji Sherpa       |
| Ash Bahadur Gurung     |

Dieciséis personas murieron en la avalancha. Trece cuerpos fueron recuperados hasta el día 20, cuando la búsqueda fue suspendida por «demasiado riesgo». Los otros tres cuerpos fueron sepultados por una columna de nieve y hielo de 80-100 metros de espesor. Cuatro de los muertos eran sherpas del distrito nepalí de Solukhumbu. Cinco de los muertos trabajaban para Discovery Channel, que preparaban un programa especial en el que Joby Ogwyn —alpinista americano y saltador— iba a realizar un salto BASE desde la montaña. No hay turistas fallecidos. De acuerdo con el montañero Tim Rippel, las víctimas se movían lentamente y llevaban grandes cargas «de los equipos, tiendas de campaña, estufas, oxígeno […]» en el momento de la catástrofe. Cuatro guías resultaron heridos y requirieron hospitalización.
Mientras que más de 200 personas han muerto escalando el Monte Everest, el incidente fue el más mortífero en la historia de la montaña, que sustituye a la catástrofe de 1996 en el que ocho escaladores extranjeros murieron.

## Consecuencias
Rippel informó que «todo el mundo está conmovido en el campo base». Algunos escaladores empacaron sus cosas y se fueron. El Gobierno de Nepal ha anunciado una compensación de 40 000 rupias nepalíes (el equivalente a unos 400 dólares) como indemnización inmediata a los familiares de las víctimas.